# Contea di Dowerin
La contea di Dowerin è una delle 43 local government areas che si trovano nella regione di Wheatbelt, in Australia Occidentale. Essa si estende su di una superficie di circa 1.847 chilometri quadrati ed ha una popolazione di 702 abitanti.